# Bharuch
Pour les articles homonymes, voir Baroche.
Bharuch (Gujarati : ભરૂચ), également appelée Baroche, et Broach en anglais, est une ville située à l’embouchure du fleuve Narmada au Gujarat (nord-ouest de l’Inde). Bharuch est le chef-lieu du district de Bharuch et constitue une municipalité de quelque 370 000 habitants.
La ville était un important port depuis l’Antiquité, connu dans le monde gréco-romain sous le nom de Barygaza (ou Barigaza).

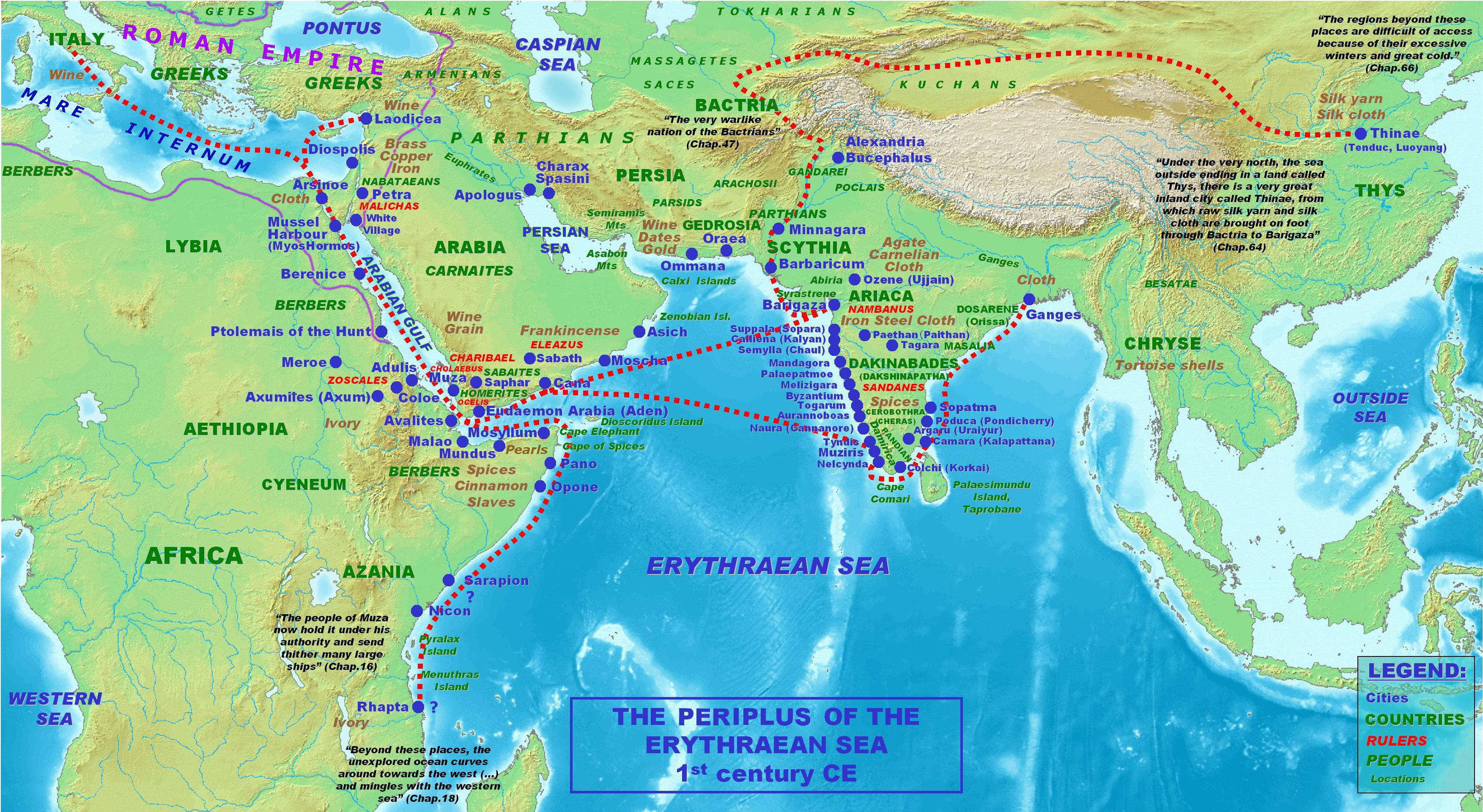
Carte montrant les anciennes routes commerciales occidentales desservies par ce port ancien et historique. La cité de Bharakuccha est appelée sur la carte Barigaza sur le golfe de Cambay. Les montagnes et déserts inhospitaliers au nord de la mer d'Arabie suggèrent son importance dans le commerce avec les anciens États d’Aksoum, d’Égypte et d’Arabie et les routes maritimes et terrestres via les vallées de l’ensemble Tigre-Euphrate et la Rome antique.

## Source de la traduction
- (en) Cet article est partiellement ou en totalité issu de l’article de Wikipédia en anglais intitulé « Bharuch » (voir la liste des auteurs).